# Encarsia olivina
Encarsia olivina är en stekelart som först beskrevs av Masi 1911.  Encarsia olivina ingår i släktet Encarsia och familjen växtlussteklar. Inga underarter finns listade i Catalogue of Life.